# Prolamioides
Genre
Prolamioides est un genre fossile d'insectes de la famille des Cerambycidae (ordre des Coleoptera) et dont l'espèce type est Prolamioides bituminosus.

## Historique
Le genre Prolamioides est décrit en 1937 par les paléontologues français Louis Émile Piton (1909-1945) et Nicolas Théobald (1903-1981),.

## Liste des espèces
Selon Paleobiology Database (9 novembre 2024) :
- † Prolamioides bituminosus Piton & Théobald, 1937
- † Prolamioides brunneus Piton, 1940

### Publication originale
- [1937] Louis Émile Piton et Nicolas Théobald, Les lignites et schistes bitumineux de Menat (Puy-de-Dôme). II: Les insectes fossiles de Menat. Revue des Sciences Naturelles d'Auvergne, vol. 3, 1937, 76-88 p., chap. 2.